# قائمة محافظات الكويت من حيث مؤشر التنمية البشرية

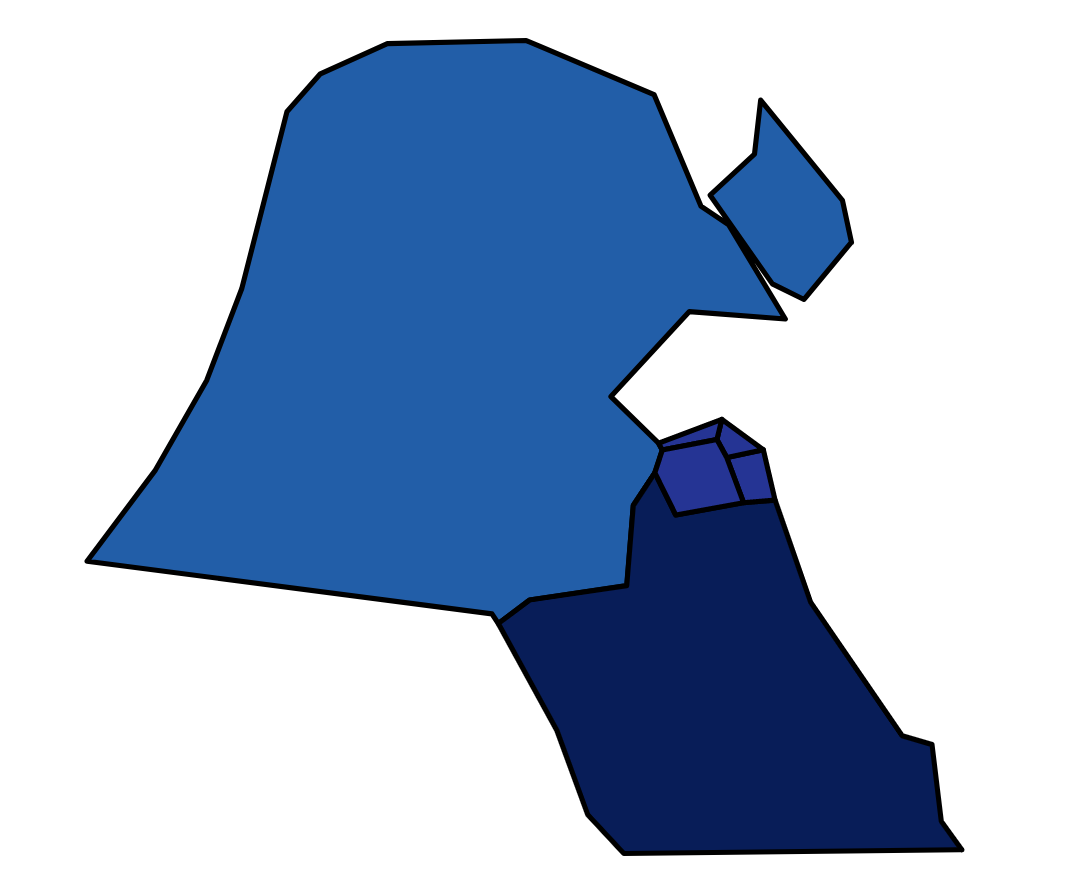
.815
.805
.796

قائمة مناطق الكويت حسب مؤشر التنمية البشرية تستند إلى بيانات المختبر العالمي للبيانات وبرنامج الأمم المتحدة الإنمائي (UNDP) حول قياس مؤشر التنمية البشرية (HDI) على مستوى محافظات الكويت.
وفقًا لآخر البيانات المتاحة لعام 2022، بلغ متوسط مؤشر التنمية البشرية في الكويت (0.847)، وهو ضمن فئة التنمية البشرية المرتفعة جدًا. وقد جُمعت بعض المحافظات في مجموعة واحدة لأغراض إحصائية، حيث جُمعت محافظات العاصمة، حولي، الفروانية، ومبارك الكبير معًا، بينما ظهرت الأحمدي والجهراء بشكل منفصل.

## بيانات مؤشر التنمية البشرية حسب المحافظات
| 1 محافظة الأحمدي 0.856                         |
| – المتوسط الوطني 0.847                         |
| 2 العاصمة، حولي، الفروانية، مبارك الكبير 0.845 |
| 3 الجهراء 0.836                                |